# Негомір
Негомір (рум. Negomir) — село у повіті Горж в Румунії. Входить до складу комуни Негомір.
Село розташоване на відстані 235 км на захід від Бухареста, 23 км на південь від Тиргу-Жіу, 75 км на північний захід від Крайови.

## Населення
За даними перепису населення 2002 року у селі проживали 659 осіб, усі — румуни. Усі жителі села рідною мовою назвали румунську.